# Argelia en los Juegos Olímpicos de Moscú 1980
Argelia estuvo representada en los Juegos Olímpicos de Seúl 1988 por un total de 54 deportistas masculinos que compitieron en 9 deportes.
El equipo olímpico argelino no obtuvo ninguna medalla en estos Juegos.